# ميشال ماريش
ميشال ماريش (بالتشيكية: Michal Mareš)‏ هو لاعب كرة قدم تشيكي، ولد في 3 فبراير 1976 في براغ في جمهورية التشيك. شارك مع منتخب التشيك لكرة الصالات. أما مع النوادي، فقد لعب مع FK Chrudim ‏.

## وصلات خارجية
- ميشال ماريش على موقع الاتحاد الأوربي (الإنجليزية)